# Meitetsu
La Compañía Ferroviaria de Nagoya, Ltd. (名古屋鉄道株式会社 Nagoya Tetsudō Kabushiki Gaisha?), usualmente abreviada como Meitetsu (名鉄), es una empresa privada ferroviaria que opera entre las prefecturas de Aichi y Gifu, en Japón.
Para marzo de 2023, Meitetsu operaba 444,2 kilómetros de vías, 275 estaciones y 1076 trenes.Pertenece al grupo de las 16 grandes empresas ferroviarias de Japón.

## Historia
Meitetsu fue fundada el 25 de junio de 1894 como Aichi Horsecar Company.
Con el tiempo, fue adquiriendo pequeñas empresas ferroviarias e interurbanas en Nagoya, muchas de las cuales fueron construidas y operadas antes y durante la Segunda Guerra Mundial. Por ejemplo, Meitetsu adquirió la línea Kōwa en la península Chita tras su fusión con el Ferrocarril de Chita el 1 de febrero de 1943, y adquirió la línea Mikawa de su fusión con el Ferrocarril de Mikawa.
Si bien la empresa se dedicaba al transporte de cargas e incluso posee algunas locomotoras dedicadas a eso, ya no transporta mercancías de forma regular.
Desde 2024 , es el único ferrocarril privado de los clasificados como «importantes» que no ha introducido coches exclusivos para mujeres.

## Líneas

Mapa de las líneas que operan

| Dirección                                   | Nombre                | En japonés | Terminales                             | Longitud (km) |
| ------------------------------------------- | --------------------- | ---------- | -------------------------------------- | ------------- |
| Principal                                   | Línea de Nagoya       | 名古屋本線 | Toyohashi - Meitetsu Gifu              | 99.8          |
| Mikawa y Este de Aichi                      | Línea de Toyokawa     | 豊川線     | Kō - Toyokawa-inari                    | 7.2           |
| Mikawa y Este de Aichi                      | Línea de Nishio       | 西尾線     | Shin Anjō - Kira Yoshida               | 24.7          |
| Mikawa y Este de Aichi                      | Línea de Gamagōri     | 蒲郡線     | Kira Yoshida - Gamagōri                | 17.6          |
| Mikawa y Este de Aichi                      | Línea de Mikawa       | 三河線     | Sanage - Hekinan                       | 39.8          |
| Mikawa y Este de Aichi                      | Línea de Toyota       | 豊田線     | Umetsubo - Akaike                      | 15.2          |
| Península Chita                             | Línea de Tokoname     | 常滑線     | Jingū-mae - Tokoname                   | 29.3          |
| Península Chita                             | Línea al Aeropuerto   | 空港線     | Tokoname - Aeropuerto Central de Japón | 4.2           |
| Península Chita                             | Línea de Chikkō       | 築港線     | Ōe - Higashi Nagoyakō                  | 1.5           |
| Península Chita                             | Línea de Kōwa         | 河和線     | Ōtagawa - Kōwa                         | 28.8          |
| Península Chita                             | Nueva Línea de Chita  | 知多新線   | Fuki - Utsumi                          | 13.9          |
| Oeste de Aichi y Gifu                       | Línea de Tsushima     | 津島線     | Sukaguchi - Tsushima                   | 11.8          |
| Oeste de Aichi y Gifu                       | Línea de Bisai        | 尾西線     | Yatomi - Tamanoi                       | 30.9          |
| Oeste de Aichi y Gifu                       | Línea de Takehana     | 竹鼻線     | Kasamatsu - Egira                      | 10.3          |
| Oeste de Aichi y Gifu                       | Línea de Hashima      | 羽島線     | Egira - Shin Hashima                   | 1.3           |
| Norte de Aichi y Chūnō                      | Línea de Inuyama      | 犬山線     | Biwajima Junction - Shin Unuma         | 26.8          |
| Norte de Aichi y Chūnō                      | Línea de Kakamigahara | 各務原線   | Meitetsu Gifu - Shin Unuma             | 17.6          |
| Norte de Aichi y Chūnō                      | Línea de Hiromi       | 広見線     | Inuyama - Mitake                       | 22.3          |
| Norte de Aichi y Chūnō                      | Línea de Komaki       | 小牧線     | Kami Iida - Inuyama                    | 20.4          |
| Aislada del resto de las líneas de Meitetsu | Línea de Seto         | 瀬戸線     | Sakaemachi - Owari Seto                | 20.6          |

## Racionalización

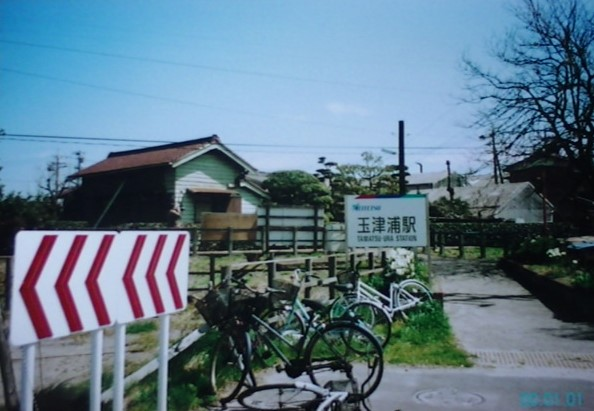
Estación Tamatsuura, una de las estaciones que fueron cerradas debido a los pocos pasajeros

Meitetsu heredó muchas líneas deficitarias como resultado de múltiples fusiones. Las líneas ferroviarias también enfrentaban competencia con los automóviles debido a la notable industria automovilística de la prefectura de Aichi en ciudades como Toyota, donde existe la marca internacionalmente conocida de nombre homónimo. Meitetsu ha abolido más de 15 líneas en los últimos 70 años, al tiempo que ha cerrado secciones con poco número de pasajeros.Además, con el colapso de la burbuja de precios de los activos en la década de 1990 y la privatización de los Ferrocarriles Nacionales Japoneses (JNR), resultando en la creación de la Compañía de Ferrocarriles del Centro de Japón (JR Central), la empresa redujo el número de empresas de su grupo empresarial de 250 a 139.

### Rutas abolidas
- Línea Katsukawa : suspendida el 8 de abril de 1936, abolida el 1 de febrero de 1937.
- Ramal de Oyamaguchi : abolido el 1 de agosto de 1946.
- Línea Kiyosu : suspendida el 10 de junio de 1944, abolida el 3 de agosto de 1948.
- Kisen: suspendido el 1 de junio de 1953, descontinuado el 1 de junio de 1954.
- Línea Atsumi (Mikawa Tahara - Kurokawa Harama): suspendida el 5 de junio de 1944, abolida el 20 de noviembre de 1954.
- Ramal de Kosakai : abolido el 25 de diciembre de 1954.
- Ramal Shin-Kawaguchi : abolido el 1 de febrero de 1955.
- (Antigua) Línea Nishio - Ciudad de Fukuoka - La línea Nishio fue abolida el 25 de noviembre de 1959.
- La línea Bisai - Tamanoi - Puerto de Kisogawa fue abolida el 25 de noviembre de 1959.
- Ramal de Hirasaka : abolido el 27 de marzo de 1960.
- Línea Takatomi : abolida el 22 de abril de 1960.
- Ramal de Anjo : abolido el 30 de julio de 1961.
- Línea de la ciudad de Okazaki/línea Fukuoka : abolida el 17 de junio de 1962.
- Ramal de Iwakura : abolido el 26 de abril de 1964.
- Línea Kagamijima : abolida el 4 de octubre de 1964.
- Línea Ichinomiya : abolida el 25 de abril de 1965.
- Línea Koromo : el tramo Okazaki Ida - Daijuji fue abolido el 17 de junio de 1962 y el tramo Daijuji - Kamikoromo fue abolido el 4 de marzo de 1973.
- Línea Seto : el tramo Horikawa - Higashi Ote fue abolido el 15 de febrero de 1976.
- Línea de conexión Chiryu : abolida el 1 de abril de 1984.
- Línea de la ciudad de Gifu : el 1 de junio de 1988, se interrumpió la línea entre Tetsumei-cho y Nagarakita-cho, el 1 de diciembre de 2003, se interrumpió la línea entre Gifu Ekimae y Shin-Gifu Ekimae, y el 1 de abril de 2005, la línea entre Gifu Ekimae y Chusetsu fue interrumpida.
- Línea Minomachi (C): la sección Seki-Mino (en realidad Shinseki-Mino) fue abolida el 1 de abril de 1999 y la sección Temeicho-Seki fue abolida el 1 de abril de 2005.
- Línea Yaotsu (C): abolida el 1 de octubre de 2001.
- Línea Takehana (C): el tramo Egira-Osuma fue abolido el 1 de octubre de 2001.
- Línea Tanikumi (C): abolida el 1 de octubre de 2001.
- Línea Ibi (C): el tramo Kurono-Hon-Ibi fue abolido el 1 de octubre de 2001 y el tramo Loyalty-Kurono fue abolido el 1 de abril de 2005.
- Línea Mikawa (C): el 1 de abril de 2004, se abolieron los tramos Nishinakakin-Sanagema y Hekinan-Kirayoshida.
- Línea Tagami : abolida el 1 de abril de 2005.
- Línea de monorraíl Monkey Park : discontinuada el 28 de diciembre de 2008.